# Charlotta Christina Boberg
Charlotta Christina Boberg, född 1816, död 1898, var en svensk fruktmånglare. 
Hon var dotter till skomakarmästare Boberg. Hon blev tidigt föräldralös och fosterdotter till sin faster. Hon blev redan som barn (vid nio års ålder), verksam som bodbiträde för sin faster och fostermor, den välbärgade fruktmånglaren Maria Elisabeth Boberg (1784-1839) i Stockholm.  
17 mars 1840 ansökte hon vid 24 års ålder om tillstånd att driva eget fruktmångleri. Vid denna tidpunkt beviljades sådana tillstånd normalt endast till änkor, frånskilda kvinnor eller till kvinnor gifta med arbetsoförmögna män, medan unga ogifta kvinnor förväntades gifta sig eller arbeta som pigor. Hon påpekade att hon varit sin fasters biträde i 15 år och att denna varit så nöjd med henne att hon testamenterat pengar till henne. Hon fick sitt tillstånd beviljat sedan en läkare, professor J. H. Gistrén, hade intygat hennes dåliga hälsa med blekhet och bröstplågor (hon hade i själva verket just fött barn, tvillingarna Tekla Charlotta och Theodolinda, med okänd far). Hon fick tillstånd att sälja samma varor som fastern (frukt, fågel, hummer, medvurst, ägg, bär, nötter, kyckling, pepparkakor och bakelser, vilket var de varor som normalt ingick i en månglares sortiment), på samma plats som denna, Fredsgatan. I praktiken övertog hon sin fasters rörelse, som var ovanligt stor för att vara ett mångleri. 
Broberg var i egenskap av ogift kvinna omyndig, men ansökte framgångsrikt om att bli myndigförklarad 1842, en ansökan som vid denna tid var vanlig för ogifta affärskvinnor och som normalt bifölls. I förmyndarekammaren framhölls som motivation till bifallande att hon hade en "god vandel" (att hon hade utomäktenskapliga barn, som annars uppfattades som tecken på det motsatta, nämndes aldrig), att hon drev "en icke obetydlig handelsrörelse" och att hon i praktiken redan var myndig då hon uppnått mogen ålder och inte hade någon förordnad förmyndare, och att hennes närmaste manliga släktingar, hennes kusiners äkta män, intygade att de inte hade några invändningar. Hon förlorade formellt sin myndighet när hon 1848 gifte sig med den norska målarmästaren Nils Dahlbom (d. 1866). Paret fick inga barn. 
Liksom sin faster kallades hon allmänt för "frukthandlerska" istället för fruktmånglare, vilket tyder på att hennes affärsverksamhet var större än månglares normalt var. Hon anställde både pigor och barnflickor. 1866 öppnade hon sin affär till Norra Drottninggatan 31, där den 1866 kallas för frukt- och blomsterhandel och benämns som en av gatans största rörelser. Hon pensionerade sig 1888 och flyttade till sexrumsvillan Lilla Annefrid i Brännkyrka och rörelsen övertogs av hennes dotterson, Kongl. Hofblomsterhandlare Theodor Åhman-Dahlbom. 
Hon byggde upp en av Drottninggatans främsta fruktbutiker, och avled rik vid 82 års ålder.  Hon avled i lunginflammation och lämnade efter sig ett sterbhus på 19.567 kr och 65 öre efter att skulderna var betalda, vilket i dåvarande penningvärde var en förmögenhet, med aktier i Stockholms allmänna telefonaktiebolag och medel i Skåne enskilda bank. 